# Макаронічна мова
Макаро́нічна мо́ва (італ. maccherònico, від maccheróni — макарони) — механічна суміш слів чи висловів з різних мов чи переінакшення їх на іноземний лад.
В Україні в середині XVII ст. нею були написані деякі актові книги; макаронічним було язичіє галицьких «москвофілів» у XIX ст. В художніх творах макаронічна мова імітує мову чужинців, пародіює тих, хто захоплюється запозиченням. Як мовний засіб гумору й сатири вжита у творах І. Котляревського, Г. Квітки-Основ'яненка, М. Старицького, Остапа Вишні, С. Олійника, О. Чорногуза, П. Глазового та інших.
Макаронну мову, часто називають також «макаронічними фразами», — це кількаслівні фрази, які вживаються для заміни більш складних й розширених виразів. Вони часто використовуються як короткий і зрозумілий спосіб передати ідею або повідомлення. Прикладом макаронної фрази може бути такий: «все у налічі» (значить «усе є доступним»). Творчість Василя Гонтарського, містить макаронічні фрази.

## Сучасна макаронічна література
Роман Гелен ДеВітт «Останній самурай» (2001) містить уривки японською, давньогрецькою мовами та на інуктитуті, хоча читачеві не обов'язково розуміти той текст, що подається не англійською.